# سفيان رجب
سفيان رجب من مواليد مدينة النفيضة. نشر مقالات كثيرة في النقد في صحيفة العرب اللندنية، ومجلة الإمارات الثقافية ومجلة الحياة الثقافية، كما نشر قصائده في أهمّ الصحف العربية. تم ذكره في أهم الملفات التي تخصّ الأدب التونسي مثل الكتاب الذي نشرته جامعة أورغون الأمريكية 2015، والملف الذي أعدّته صحيفة كارافان السويدية 2018، والكتاب المشترك بين المعهد الوطني للترجمة واتحاد الكتاب الإيطاليين 2017.

## الحياة المهنية
سفيان رجب كاتب تونسي، مواليد عام 1979، ولد بتونس، بدأ مشواره الإبداعي بكتابة الشعر ثم تحول لكتابة القصة مع مجموعة «الساعة الأخيرة» التي وصلت للقائمة القصيرة لجائزة الملتقى للقصة. فاز بجوائز وطنية وعربية في الشعر.

## المقالات
كتب العديد من المقالات منها: فكرة الضوء، قضيّة حقّ شخصيّ ضدّ أفلاطون، غابة المحرمات، حديقة الحيوانات.

## الإصدارات
| اسم المقال                  | تاريخ النشر | نوع الإصدار |
| --------------------------- | ----------- | ----------- |
| كالبرتقالة فوق مائدة الفقير | 2012        | شعر         |
| الحدائق المسيجة             | 2013        | شعر         |
| شبّاك جارتنا الغريبة         | 2016        | شعر         |
| القرد الليبرالي             | 2017        | رواية       |
| شجرة في الريح               | 2017        | شعر         |
| الساعة الأخيرة              | 2018        | قصص         |
| ساعي بريد الهواء            | 2019        | شعر         |
| أهل الكتاب الأحمر           | 2020        | قصص         |
| مصنع الأحذية الأمريكية      | 2022        | رواية       |
| اليوم جمعة وغدا خميس        | 2022        | رواية       |
| قارئة نهج الدبّاغين          | 2023        | رواية       |

## جوائز
| الجائزة                                                        | السنة |
| -------------------------------------------------------------- | ----- |
| جائزة مفدي زكريا بالجزائر                                      | 2007  |
| جائزة طنجة الشاعرة طنجة                                        | 2009  |
| جائزة عفيفي مطر، عن مخطوطته الشعرية “ساعي بريد الهواء” القاهرة | 2018  |